# Skånes golfdistriktsförbund
Skånes golfdistriktsförbund omfattar golfklubbarna i Skåne län.

## Golfklubbar i Skånes golfdistriktsförbund

### Abbekås golfklubb
Abbekås golfklubb, mellan Ystad och Trelleborg, bildades 1985. Det finns ett flertal bunkrar och en del äppelodlingar.
| Abbekås golfbana | 18 hål | Par 72 | 6438 5864 5671 4966 | parkbana | Spelklar 1991 | Arkitekt: Tommy Nordström |

### Allerum golfklubb
Allerum golfklubb i Hjälmshult bildades 1992. Klubben har förutom 18-hålsbanan även en 9-håls pay and play-bana.
| Allerum golfbana | 18 + 9 hål | Par 72 |  | Parkbana | Spelklar | Arkitekt: |

### Araslövs golfklubb
Araslövs golfklubb i Kristianstad bildades 1989. Den är främst berömd för inspelet på 18:e hålet, där vattenhindret utgör en del av klubbhusets uteservering, och där de som spelat färdigt på nära håll kan beskåda inspelen och puttningen hos de som spelar.
| Araslövs golfbana | hål | Par |  |  | Spelklar | Arkitekt: |

### Assartorps golfklubb
Huvudartikel: Assartorps golfklubb

### Barsebäck golf & country club
Huvudartikel: Barsebäck GCC

### Bedinge golfklubb
Bedinge golfklubb har Sveriges sydligaste golfbana, en öppen parkbana på sandjord. Banan anses som dam- och seniorvänlig.
Bedinge golfklubb i Beddingestrand bildades 1931. 2002 utsågs klubben till Årets golfklubb. Den låg ursprungligen vid havet, men Trelleborgs kommun finansierade delvis en flytt som utökade banan från 9 hål till 18 hål som blev klar 1986.
| Bedinge golfbana | 18 hål | Par 70 | 5445 4665 | Parkbana | Spelklar 1931/1992 | Arkitekt: Åke Persson |

### Bjäre golfklubb
Bjäre golfklubb i Båstad,  på Hallandsåsen vid Salomonhög, bildades 1989.
| Bjäre golfbana | 18 hål | Par 71 | 5600 4900 | Öppen landskapsbana | Spelklar 1989 | Arkitekt: Svante Dahlgren |

### Björkenäs golfklubb
Björkenäs golfklubb i Löddeköpinge bildades 2004.
| Björkenäs golfbana | 12 hål | Par 42 |  | Parkbana | Spelklar 2004 | Arkitekt: Åke Persson |

### Bokskogens golfklubb
Huvudartikel: Bokskogens Golfklubb

### Bosjökloster golfklubb
Huvudartikel: Bosjökloster GK

### Båstad golfklubb
Huvudartikel: Båstad GK

### Degeberga-Widtsköfle golfklubb
Degeberga-Widtsköfle golfklubb i Degeberga bildades 1988.
| Degeberga golfbana | 18 hål | Par 72 |  | Hedbana | Spelklar 1990 | Arkitekt: Tommy Nordström |

### Elisefarm golf club
Elisefarm golf club ligger i Fogdarp.
| Elisefarm golfbana | 18 hål | Par 72 | 6427m 6011m 5564m 5222m | Engelsk hedbana | Spelklar 2005 | Arkitekt: Martin Hawtree |

### Eslövs golfklubb
Eslövs golfklubb i Ellinge bildades 1966.
| Ellinge golfbana | 18 hål | Par 70 | 5805 5610 5065 4835 | Parkbana | Spelklar 1968 | Arkitekt: Ture Bruce |

### Falsterbo golfklubb
Huvudartikel: Falsterbo GK

### Flommens golfklubb
Huvudartikel: Flommens GK

### Helsingborgs golfklubb
Helsingborgs golfklubb i Viken, Höganäs kommun bildades 1924.
| Vikens golfbana | 9 hål | Par 34 |  | Links | Spelklar 1924 | Arkitekt: William Hester |

### Hyby golfklubb
Hyby golfklubb ligger i Staffanstorp.
| Hyby golfbana | 6 hål | Par |  |  | Spelklar | Arkitekt: |

### Hässlegårdens golfklubb
Hässlegårdens golfklubb i Hässleholm bildades 1990.
| Hässlegårdens golfbana | 18 hål | Par 70 | 5500 4721 | Park- och skogsbana | Spelklar 1991 | Arkitekt: Jan Sederholm |

### Hässleholms golfklubb
Hässleholms golfklubb bildades 1978.
| Tyringe golfbana | 18 hål | Par 72 | 5830 5115 | Parkbana | Spelklar 9 hål 1978, 18 hål 1983 | Arkitekt: Åke Persson, Ture Bruce, Bent jensen |

### Kristianstads golfklubb
Huvudartikel: Kristianstads GK

### Kvarnby golfklubb
Kvarnby golfklubb i Malmö, vid Yttre ringvägen i området Kvarnby, bildades 1987.. Sammanslagen med Sofiedals GK under namnet Malmö City GK.
| Kvarnby golfbana | 18 hål | Par 72 | 6017 5827 5485 4960 | Parkbana | Spelklar 1989 | Arkitekt: Jan Sederholm |

### Kävlinge golfklubb
Kävlinge golfklubb bildades 1989.
| Kävlinge golfbana | 18 hål | Par 72 |  | Parkbana | Spelklar 1991 | Arkitekt: Rolf Collijn |

### Landskrona golfklubb
Landskrona golfklubb bildades 1960.
| Erikstorpsbanan (Gul bana) | 18 hål | Par 71 |  | Park- och seasidebana | Spelklar 9 hål 1962, 18 hål 1969 | Arkitekt: Ture Bruce |

| Hildesborgsbanan (Blå bana) | 18 hål | Par 70 |  | Parkbana | Spelklar 1987 | Arkitekt: Åke Persson |

### Lerbergets golfklubb
Lerbergets golfklubb ligger i Höganäs.
| Lerbergets golfbana | 9 hål | Par 33 | 2014 1844 | Parkbana | Spelklar 1998 | Arkitekt: Clas Olsson |

### Ljungbyheds golfklubb
Ljungbyheds golfklubb bildades 1956.
| Ljungbyheds golfbana | 18 hål | Par 72 | 5942 5018 | Park- och hedbana | Spelklar 1933 | Arkitekt: Douglas Brasier, Jan Sederholm |

### Ljunghusens golfklubb
Huvudartikel: Ljunghusens GK

### Lunds Akademiska golfklubb
Huvudartikel: Lunds Akademiska GK

### Lydinge golfklubb
Huvudartikel: Lydinge GK

### Lödde golfklubb
Lödde golfklubb ligger i Löddeköpinge.
| Lödde golfbana | 9 hål | Par 36 |  | Parkbana | Spelklar 1998 | Arkitekt: Johan Tumba |

### Maglarps golfklubb
Maglarps golfklubb ligger i Skåne.
| Maglarps golfbana | 9 hål | Par 34 | 1977 1710 | Hedbana | Spelklar 1997 | Arkitekt: Sune Nilsson, Bo Herlöfsson |

### Malmö Burlöv golfklubb
Malmö Burlöv golfklubb (MaBGK), tidigare Malmö golfklubb, i Malmö bildades 1981. Klubben blev invald i Svenska golfförbundet 1981. I juni 2005 bytte klubben namn från Malmö golfklubb till Malmö Burlöv golfklubb.

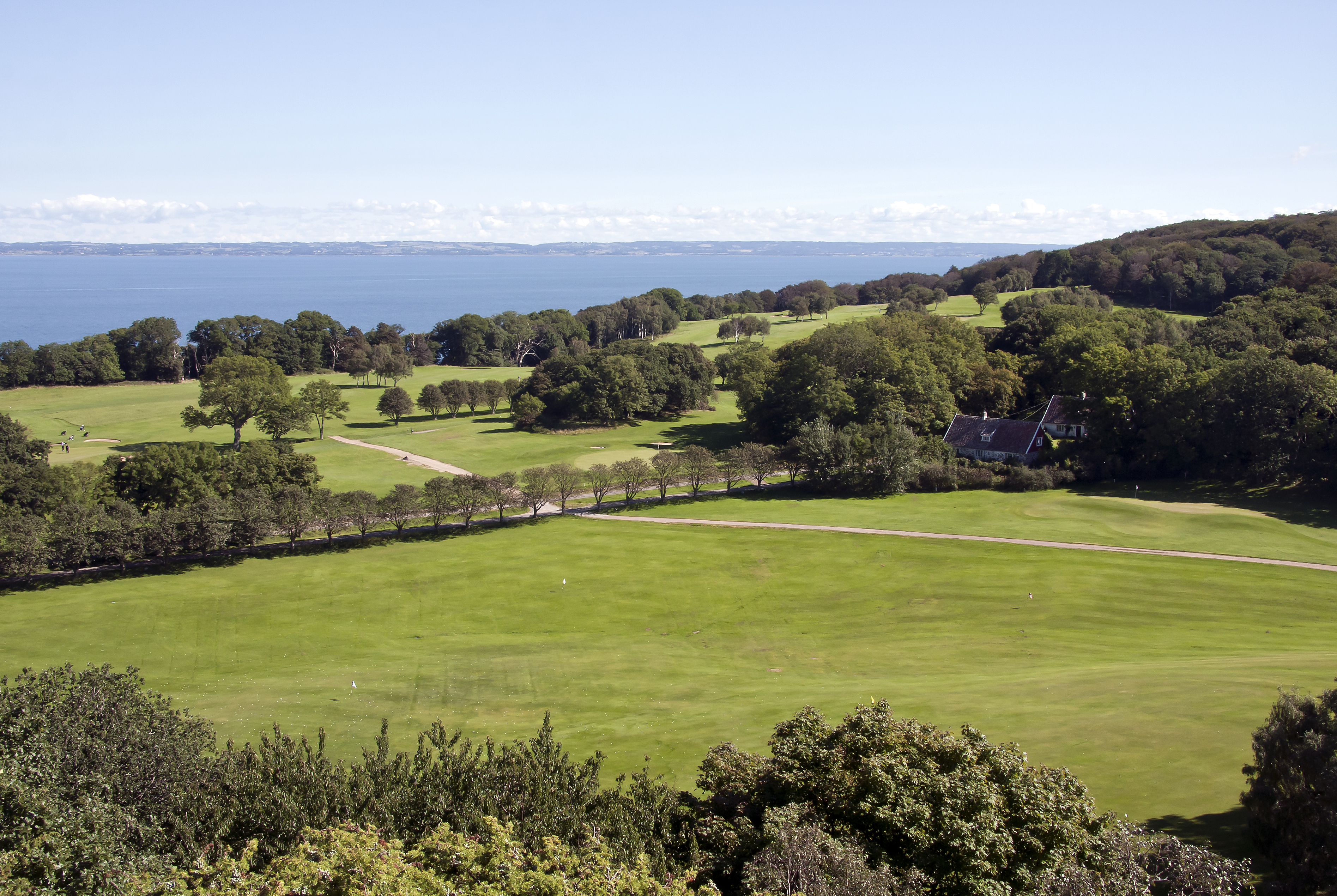
Mölle golfklubb.

| Malmö golfbana | 27 hål | Par 71,72 | Hål 1-18: 6008 5750 5370 4945 | Parkbana | Spelklar 12 hål 1983, 18 hål 1987, 27 hål 2006 | Arkitekt: Leif Börjesson, Jan Sederholm |

### Mölle golfklubb
Mölle golfklubb bildades 1943. 1984 valdes klubben till Årets golfklubb. Se även: Kullagården.
| Mölle golfbana | 18 hål | Par 70 |  | Naturbana | Spelklar 12 hål 1944, 18 hål 1959 | Arkitekt: Ture Bruce |

### Naturligtvis Golf & Country Club
Naturligtvis Golf & Country Club (förkortat Naturligtvis GCC) är en golfklubb i Genarp i Skåne grundad 2017. Golfbanan är öppen året runt och förutom golf är anläggningen anpassad för konferens och fest.

### Nosaby golfklubb
Nosaby golfklubb i Kristianstad bildades 1992. Klubben har Sveriges lägst belägna golfbana. Den byggdes under 2006 ut från nio till arton hål.
| Nosaby golfbana | 9 hål | Par 36 |  | Parkbana | Spelklar 1992 | Arkitekt: Rolf Collijn |

### Oxie golfklubb
Huvudartikel: Oxie GK
| Oxie golfbana | 12 hål | Par 46 | 3361 2761 | Hedbana | Spelklar 2009 | Arkitekt: Peter Hallgren |

### Perstorps golfklubb
Huvudartikel: Perstorps GK

### Romeleåsens golfklubb
Romeleåsens golfklubb i Veberöd bildades 1968.
| Romeleåsens golfbana | 18 hål | Par 72 | 5878 5599 5181 4921 | Parkbana | Spelklar 9 hål 1969, 18 hål 1974 | Arkitekt: Douglas Brasier |

### Rya golfklubb

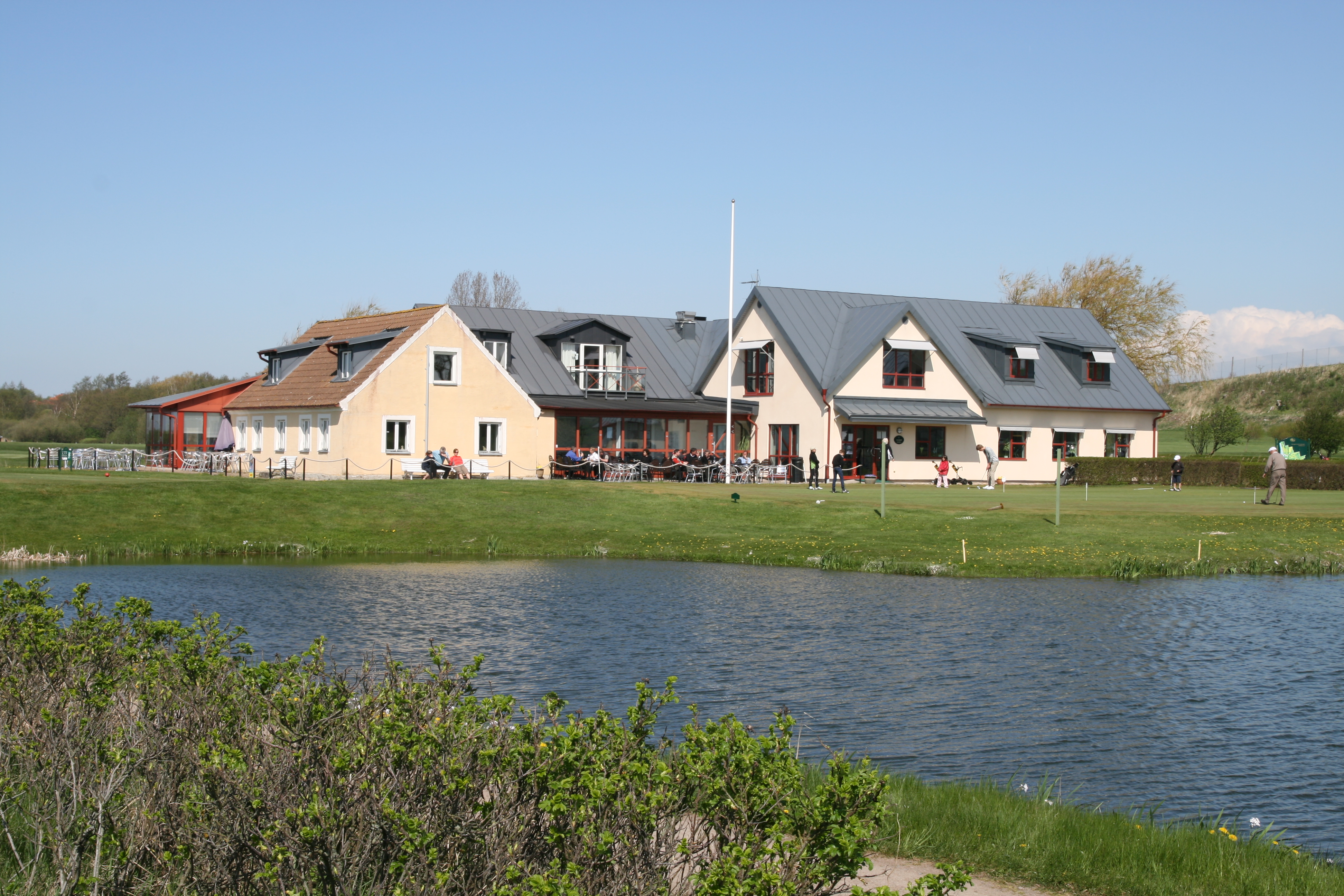
Rya GK:s klubbhus intill Öresund.

Rya golfklubb i Helsingborg bildades 1934. Banan ligger mellan Råå och Rydebäck, delvis intill Öresunds strandkant.
| Rya golfbana | 18 hål | Par 71 | 5857 5558 5325 4846 | Park- och seasidebana | Spelklar 9 hål 1935, 18 hål 1956 | Arkitekt: Rafael Sundblom |

### Rönnebäcks golfklubb
Huvudartikel: Rönnebäcks GK

### S:t Arild golfklubb
S:t Arild golfklubb i Nyhamnsläge bildades 1987. 1997 utsågs klubben till Årets golfklubb.
| S:t Arilds golfbana | 18 hål | Par 72 |  | Naturbana | Spelklar 1989 | Arkitekt: Jan Sederholm |

### S:t Hans golfklubb
S:t Hans golfklubb ligger i Lund.
| S:t Hans golfbana | 9 hål | Par 34 |  |  | Spelklar 2001 | Arkitekt: Tommy Nordström, Claes Lind |

### S:t Ibb golfklubb
Huvudartikel: St Ibbs GK
S:t Ibb golfklubb på Ven bildades 1972. Det är Vens enda golfklubb.
| S:t Ibbs golfbana | 9 hål | Par 34 |  | Parkbana | Spelklar 1972 | Arkitekt: Ture Bruce |

### Sjöbo golfklubb
Sjöbo golfklubb bildades 2001.
| Sjöbo golfbana | 18 hål | Par 72 | 6465 5809 5502 4763 | Skogsbana | Spelklar 2004 | Arkitekt: Tommy Nordström |

### Skepparslövs golfklubb
Huvudartikel: Skepparslövs GK

### Sofiedals golfklubb
Sofiedals golfklubb i Oxie bildades 1983.. Sammanslagen med Kvarnby Golfklubb, som bytt namn till Malmö City GK.
| Sofiedals golfbana | 18 hål | Par 72 | 5727 4847 | Parkbana | Spelklar 1992 | Arkitekt: Bengt Lorichs |

### Stiby golfklubb
Stiby golfklubb i Gärsnäs bildades 2002.
| Stiby GK | 18 hål | Par 70 |  | Parkbana | Spelklar 2004 | Arkitekt: Bill Söderberg |

### Strövelstorps golfklubb
Strövelstorps golfklubb ligger i Skåne. Nerlagt 2008
| Strövelstorps golfbana | 9 hål | Par 30 | 3080m 2718m |  | Spelklar 1992 | Arkitekt: Kjell Härning-Nilsson |

### Sturup Park golfklubb
Sturup Park golfklubb bildades 1999. Numera nedlagd.
| Norra 18-hålsbanan | 18 hål | Par 72 | 6430 5876 5682 4754 | Parkbana | Spelklar 2005 | Arkitekt: Tommy Nordström |

| Klubbanan | 9 hål | Par 28 | 1385 1175 | Parkbana | Spelklar 2002 | Arkitekt: Tommy Nordström |

### Svalövs golfklubb
Svalövs golfklubb bildades 1989.
| Svalövs golfbana | 18 hål | Par 72 |  | Ängsbana | Spelklar 1990 | Arkitekt: Tommy Nordström |

### Söderslätts golfklubb
Söderslätts golfklubb i Vellinge bildades 1993.
| Söderslätts golfbana | 18 hål | Par 72 |  | Park- och hedbana | Spelklar 1991 | Arkitekt: Sune Linde |

### Söderåsens golfklubb

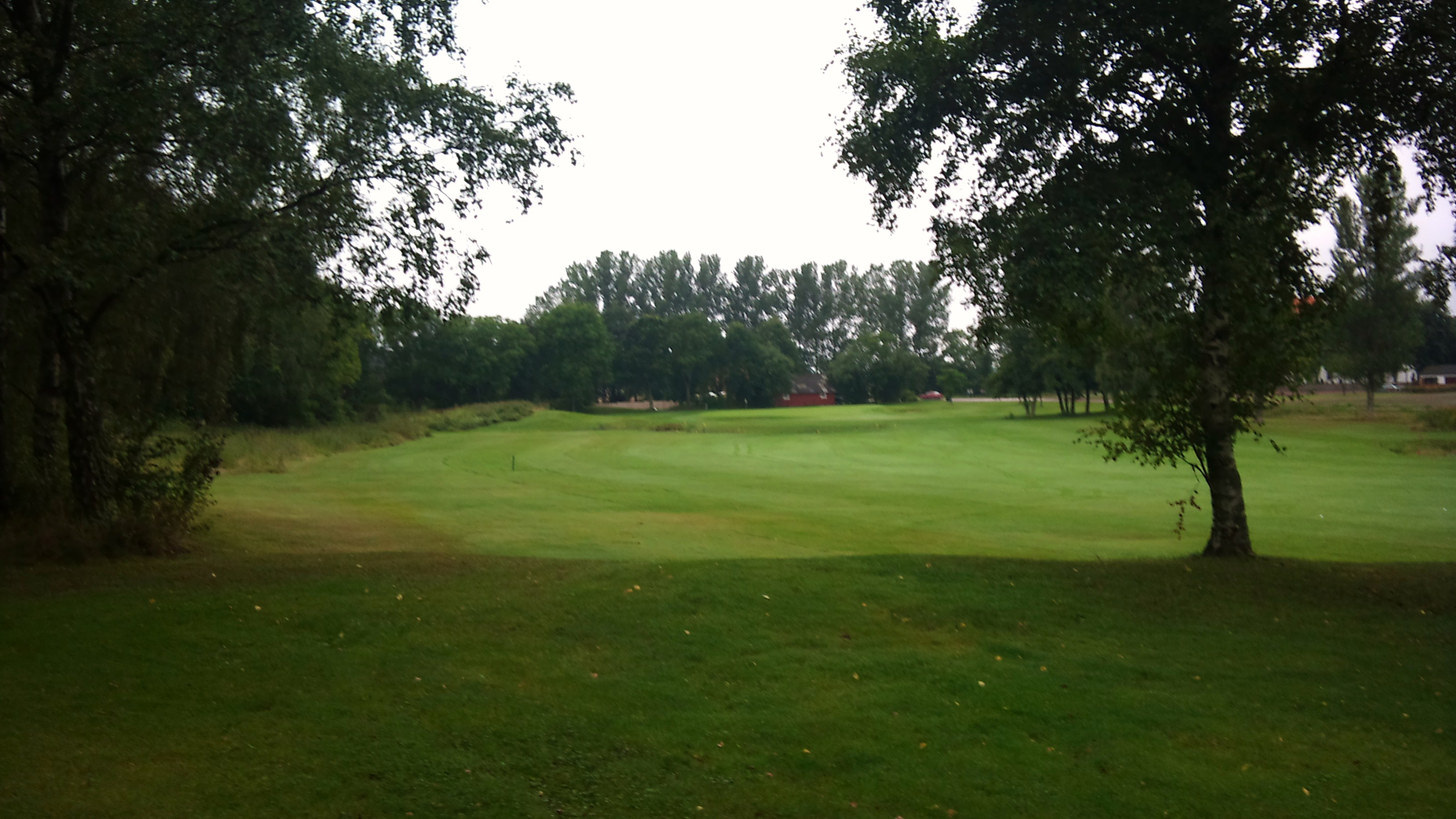
Söderåsens golfbana

Söderåsens golfklubb vid Billesholm, cirka 4 kilometer väster om Söderåsen på Boserups herrgårds marker, bildades 1966.
| Söderåsens golfbana | 18 hål | Par 71 |  | Park- och skogsbana | Spelklar 1972 | Arkitekt: Ture Bruce, R. Kadefors |

### Sönnertorps golfklubb
Sönnertorps golfklubb i Båstad bildades 2001.
| Sönnertorps golfbana | 9 hål | Par 31 | 1907 1585 | Naturbana | Spelklar 2001 | Arkitekt: Tommy Nordström |

### Tegelberga golfklubb
Tegelberga golfklubb i Trelleborg bildades 1988.
| 18-hålsbanan | 18 hål | Par 70 |  | Hedbana | Spelklar 1990 | Arkitekt: Peter Chamberlain |

| 9-hålsbanan | 9 hål | Par 36 |  | Hedbana | Spelklar 2002 | Arkitekt: Peter Chamberlain |

### Tomelilla golfklubb
Tomelilla golfklubb bildades 1987.
| Tomelilla golfbana | 18 hål | Par 73 | 6400 5882 5448 5115 | Parkbana | Spelklar 1990 | Arkitekt: Tommy Nordström |

### Torekovs golfklubb
Huvudartikel: Torekovs GK

### Trelleborgs golfklubb
Trelleborgs golfklubb bildades 1963.
| Trelleborgs golfbana | 18 hål | Par 70 | 5385 5277 4966 4691 | Seasidebana | Spelklar 1965 | Arkitekt: Douglas Brasier, Peter Chamberlain |

### Vasatorps golfklubb
Huvudartikel: Vasatorps GK

### Vellinge golfklubb
Vellinge golfklubb bildades 1988.
| Vellinge golfbana | 18 hål | Par 72 | 6106 5742 5384 5006 | Inlandsbana | Spelklar 1991 | Arkitekt: Tommy Nordström |

### Wittsjö golfklubb
Wittsjö golfklubb i Vittsjö bildades 1962.
| Vittsjö golfbana | 18 hål | Par 71 | 5370 4690 | Park- och skogsbana | Spelklar 9 hål 1963, 18 hål 1972 | Arkitekt: Nils Sköld, Anders Amilon |

### Värpinge golfklubb
Värpinge golfklubb i Lund bildades 2001.
| Värpinge golfbana | 9 hål | Par 34 | 2532 2106 | Linkskaraktär | Spelklar 2001 | Arkitekt: Tommy Nordström |

### Ystad golfklubb
Ystad golfklubb bildades 1930.
| Ystads golfbana | 18 hål | Par 72 |  | Park- och seasidebana | Spelklar Nuvarande bansträckning 1985 | Arkitekt: Thure Bruce |

### Åkagårdens golfklubb
Åkagårdens golfklubb i Grevie bildades 1988. Klubben grundades av Mats Åvall och hans söner Henrik och Magnus samt dottern Cia.
| Åkagårdens GK | 18 hål | Par 71 | 5622 4730 | kuperad landskapsbana | Spelklar 9 hål 1989, 18 hål 1994 | Arkitekt: Jan Sederholm |

### Ängelholms golfklubb
Ängelholm golfklubb bildades 1973.
| Ängelholms golfbana | 18 hål | Par 71 |  | Park- och skogsbana | Spelklar 1983 | Arkitekt: Jan Sederholm |

### Äppelgårdens golfklubb
Huvudartikel: Äppelgårdens GK

### Örestads golfklubb
Örestads golfklubb i Lomma bildades 1986.
| Gul slinga | 9 hål | Par 35 | 2948 2717 2533 2293 | Park- och hedbana | Spelklar 1989 | Arkitekt: Åke Persson |

| Röd slinga | 9 hål | Par 36 | 3098 2908 2658 2489 | Park- och hedbana | Spelklar 1989 | Arkitekt: Åke Persson |

| Blå slinga | 9 hål | Par 37 | 3140 2969 2737 2526 | Park- och hedbana | Spelklar 1989 | Arkitekt: Åke Persson |

### Öresunds golfklubb
Huvudartikel: Öresunds GK

### Örkelljunga golfklubb
Örkelljunga golfklubb bildades 1989. 1992 valdes denna klubb till Årets golfklubb.
| Örkelljunga golfbana | 18 hål | Par 72 | 5869 5700 5080 4830 | Park- och skogsbana | Spelklar 1991 | Arkitekt: Hans Fock |

### Österlens golfklubb
Huvudartikel: Österlens GK

### Östra Göinge Nya golfklubb
Östra Göinge Nya golfklubb i Knislinge bildades 1981.
| Knislinge golfbana | 18 hål | Par 72 | 5938 5080 | Park- och skogsbana | Spelklar 9 hål 1981, 18 hål 1990 | Arkitekt: Tommy Nordström |